# Gmina Pyzdry
Die Gmina Pyzdry ist eine Stadt-und-Land-Gemeinde im Powiat Wrzesiński der Woiwodschaft Großpolen in Polen. Ihr Sitz befindet sich in der gleichnamigen Stadt Pyzdry (deutsch Peisern) mit 3185 Einwohnern (2016).

## Gemeinde
Zur Stadt-und-Land-Gemeinde (gmina miejsko-wiejska) Pyzdry gehören neben der Stadt weitere 20 Dörfer mit einem Schulzenamt (sołectwo).
- Białobrzeg
- Ciemierów
- Ciemierów-Kolonia
- Dłusk
- Dolne Grądy
- Górne Grądy
- Kruszyny
- Ksawerów
- Lisewo
- Pietrzyków
- Pietrzyków-Kolonia
- Rataje
- Ruda Komorska
- Tarnowa
- Trzcianki
- Walga
- Wrąbczynek
- Wrąbczynkowskie Holendry
- Zamość
- Zapowiednia

Weitere Ortschaften der Gemeinde ohne Schulzenamt sind:
- Baraniec
- Benewicze
- Białobrzeg Ratajski
- Glinianki
- Kamień
- Kolonia Janowska
- Kolonia Lisewo
- Królewiny
- Lisiaki
- Łupice
- Modlica
- Olsz
- Tłoczyzna
- Zimochowiec
- Żdżary